# Stradella-Bass
Unter dem Stradella-Bass-System (auch MII oder Manual-II-Bass) versteht man im Akkordeonbau die Anordnung der Basstöne in Quinten in vertikaler Richtung mit den am häufigsten gebrauchten Dur-, Moll- und Septakkorden in horizontaler Anordnung. Der Tonumfang ist hier auf eine große Septime beschränkt, wobei jedoch, je nach Bauart und Register, bei den Basstönen bis zu fünf Oktaven gleichzeitig und bei den Akkorden bis zu drei Oktaven gleichzeitig ertönen.
Das Stradella-Bass-System verwendet Knopfreihen, die im Abstand gemäß dem Quintenzirkel angeordnet sind. So hat jeder Knopf(-Ton) (als Tonika interpretiert) benachbart (oberhalb) seine Dominante und (unterhalb) seine Subdominante.
Die Bezeichnung geht vermutlich zurück auf den italienischen Ort Stradella in der Lombardei, einem frühen Zentrum des Akkordeonbaus, in dem unter anderem Mariano Dallapé Akkordeoninstrumente entwickelte.

## Ausführung
```
       
Oben

       ...     f   fm   f
7
   f
v7

B
      
E
   C   c   cm   c
7
   c
v7

A
      
H
   G   g   gm   g
7
   g
v7

L
      
F
#
  D   d   dm   d
7
   d
v7

G
      
C
#
  A   ...
       
Unten
```

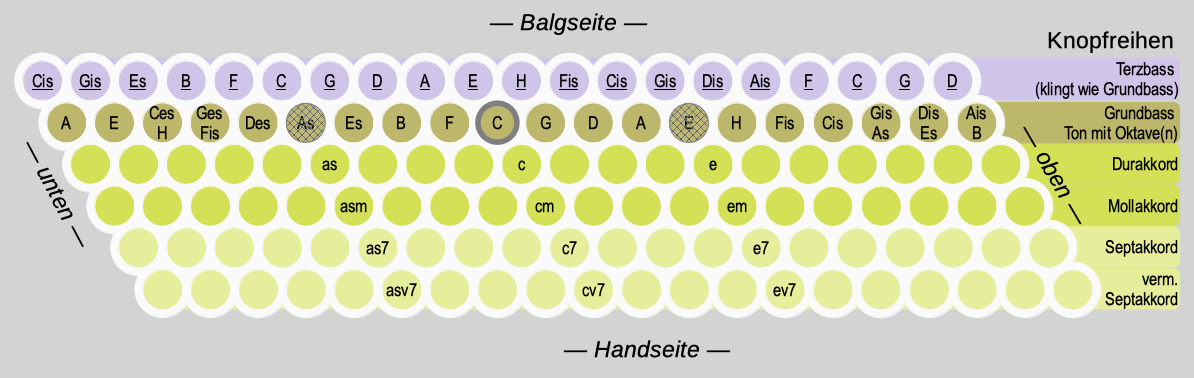
Prinzipskizze: 120 Bässe mit Akkordreihen parallel zu den Grundbässen. Terzbässe sind eine verschobene Kopie der Grundbassreihe, um ferne Töne leichter greifen zu können. Der Grundbass C im Zentrum ist wie E und As zur besseren Orientierung meist markiert. Nach oben und unten sind andere Tonarten im Quintabstand angeordnet. Der Übergang zwischen Kreuz- und B-Tonarten erfolgt am oberen und unteren Ende des Griffbretts. Kleinere Instrumente verzichten auf die äußeren Knopf- oder Akkordreihen, die kleinsten umfassen nur die Nachbarschaft um das C herum, einige Ton- und Akkordarten fehlen dann ganz. Abweichungen und Sonderformen sind möglich, siehe Artikel.

Die erste vertikale Reihe ist die große Terz zum Grundton, der sogenannte Terzbass. Die zweite Reihe ist der Grundton selbst (Grundbass). Bauartbedingt liegt der Terzbass bei vier der zwölf Grundbässe eine kleine Sexte tiefer als der Grundbass (dies entspricht aber harmonisch einer großen Terz). In den folgenden Reihen erklingen dann die Akkorde: Zuerst der Dur-Akkord, dann der Moll-Akkord, gefolgt vom Septakkord und vom verminderten Septakkord.

### Tastenumfang
- 12-Bass: 6 × 2 Knöpfe, Grundbass-Noten von B bis A (nur die 8. bis 13. Spalte der in der Abbildung sichtbaren Tastenreihen ist ausgeführt) und der Grundbass kann nur mit Dur-Akkorden begleitet werden.
- 24-Bass: 8 × 3 Knöpfe, Grundbass-Noten von Es bis E (nur die 7. bis 14. Spalte ist ausgeführt), es gibt Grundbass, Dur- und Moll-Akkorde.
- 32-Bass: 8 × 4 Knöpfe, Grundbass-Noten von Es bis E, es gibt Grundbass, Dur-, Moll- und Septakkorde.
- 40-Bass: 8 × 5 Knöpfe, Grundbass-Noten von Es bis E, es gibt Terzbass, Grundbass, Dur-, Moll- und Septakkord.
- 48-Bass: 8 × 6 Knöpfe, Grundbass-Noten von Es bis E, es gibt Terzbass, Grundbass, Dur-, Moll-, Sept- und verminderte Septakkorde.
- 60-Bass: 12 × 5 Knöpfe, Grundbass-Noten von Des bis Fis (nur die 5. bis 16. Spalte ist ausgeführt), es gibt Terzbass, Grundbass, Dur-, Moll- und Septakkord.
- 72-Bass: 12 × 6 Knöpfe, Grundbass-Noten von Des bis Fis, es gibt Terzbass, Grundbass, Dur-, Moll-, Sept- und verminderte Septakkorde.
- 80-Bass: 16 × 5 Knöpfe, Grundbass-Noten von Ces bis Gis (nur die 3. bis 18. Spalte ist ausgeführt), es gibt Terzbass, Grundbass, Dur-, Moll- und Septakkord.
- 96-Bass: 16 × 6  Knöpfe, Grundbass-Noten von Ces bis Gis, es gibt Terzbass, Grundbass, Dur-, Moll-, Sept- und verminderte Septakkorde.
- 120-Bass: 20 × 6 Knöpfe, Grundbass-Noten von A bis Ais (alle Spalten sind ausgeführt), es gibt Terzbass, Grundbass, Dur-, Moll-, Sept- und verminderte Septakkorde.
- 140-Bass: 20 × 7 Knöpfe, Grundbass-Noten von A bis Ais (ist in der Abbildung nicht dargestellt), es gibt Terzbass (moll), Terzbass (dur), Grundbass, Dur-, Moll-, Sept- und verminderte Septakkorde.

### Basstöne
Bässe werden aus einem bis sechs (gleichnamigen) Tönen in gegebenenfalls verschiedenen Oktavlagen gebildet, abhängig von der Anzahl der Chöre und des Registers.

### Akkorde
Grundsätzlich bestehen die Akkorde immer aus drei Noten. Die Septakkorde besitzen keine Terz und die verminderten Septakkorde keine Quinte. Die Akkord-Chöre sind an die jeweils tongleichen Basschöre angehängt.
- Die Dur-Akkorde (c) werden gebildet durch: Grundton + große Terz + Quinte.
- Die Moll-Akkorde (cm) werden gebildet durch: Grundton + kleine Terz + Quinte.
- Die Septakkorde (c7) werden gebildet durch: Grundton + große Terz + kleine Septime.
- Die verminderten Akkorde (cv7) werden gebildet durch: Grundton + kleine Terz + verminderte Septime  (entspricht enharmonisch verwechselt einer großen Sexte).

Akkorde werden je nach Anzahl der Chöre und des Registers mit 1 bis 3 × 3 Tönen gebildet. Ein C-Dur-Akkord kann aus g – c1 – e1 bestehen, aber auch aus g1 – c2 – e2, gegebenenfalls sogar noch aus g2 – c3 – e3 und den jeweiligen Kombinationen daraus, vereinzelt sind auch Töne doppelt vorhanden (g – c1 – c1 – e1 – e1).

### Alternative Ausführungen
In der Schweiz existiert eine spiegelverkehrte Anordnung unter der Bezeichnung „Schweizer Bass“. Hier liegt die Dominante oberhalb und die Subdominante unterhalb der Tonika.
```
       
Oben

       ...

B
      
F
#
  D   d   dm   d
7
   d
v7

A
      
H
   G   g   gm   g
7
   g
v7

L
      
E
   C   c   cm   c
7
   c
v7

G
      ...
       
Unten
```

Für einige Länder sind Ausführungen typisch, bei denen die Septakkorde weggelassen werden und die quintfreien verminderten Akkorde um eine Reihe verschoben sind. So wird z. B. gv7 (bestehend aus G, B und Fes=E) in der C-Reihe funktionell als C7 (ohne Grundton) einsetzbar:
```
       
Oben

           ... f   fm   c
v7

B
      
E
   C   c   cm   g
v7

A
      
H
   G   g   gm   d
v7

L
      
F
#
  D   d   dm   a
v7

G
      
C
#
  A   ...
       
Unten
```

Speziell in Frankreich ist das 3+3-System weit verbreitet. Hier wird eine dritte Bassreihe (mit dem Mollterzbass) ergänzt, dafür wird auf die verminderten Akkorde verzichtet:
```
       
Oben

               ... f   fm   f
7

B
      
A
♭
  E   C   c   cm   c
7

A
      
E
♭
  H   G   g   gm   g
7

L
      
B
   F
#
  D   d   dm   d
7

G
      
F
   C
#
  A   ...
       
Unten
```

Es sind auch vereinzelt Varianten im Gebrauch, die eine etwas veränderte Anordnung der Tasten besitzen. Diese Tastenanordnung wird teilweise auch als belgisches System bezeichnet:
```
       
Oben

           ... f   fm   f
7
   f
v7

B
      
A
   F   c   cm   c
7
   c
v7

A
      
E
   C   g   gm   g
7
   g
v7

L
      
H
   G   d   dm   d
7
   d
v7

G
      
F
#
  D   ...
       
Unten
```

## Mechanische Ausführung
Eine verbreitete Ausführung ist eine vierchörige Bass-Seite. Diese ist unterteilt in vier Basschöre und zwei Akkordchöre mit jeweils 12 Tönen von G bis fis0 (auch E – dis0, auch C – H; je nach Ausführung). Mit diesen 48 Tönen (eines in der Bass-Seite vierchörigen Instruments) werden in der Stradella-Mechanik bis zu 120 Bass- und Akkordknöpfe belegt (vereinzelt auch bis zu 140). Sind Register auf der Bassseite des Akkordeons vorhanden, können verschiedene Chöre stummgeschaltet werden.
Bei einem vierchörigen Bass besteht der C-Bass z. B. aus C, c0, c1 und c2; bei einem Akkord, der ein C enthält, z. B. C, Fm, Am, D7, A°7, werden bei den benötigten c1 bzw. c2 die gleichen Stimmzungen aktiviert wie beim C-Bass.
Bei einigen älteren Instrumenten klingt beim Sept-Akkord auch noch die Quinte mit; beim verminderten Septakkord klingt gegebenenfalls auch noch die verminderte Quinte mit.
Einige Instrumente haben den Septimen-Akkord ohne Grundton, dafür aber mit Quinte. So entspricht dort der C7-Akkord dem G°7-Akkord.

## Kombinationen
Beim fortgeschrittenen Spiel ist es üblich, mit dem vorhandenen Material an Grundtönen und Akkorden auch neue, nicht direkt implementierte Akkorde zu erzeugen. Hierbei wird sich zunutze gemacht, dass Septakkorde (wie c7) keine Terz und die verminderten Akkorde (wie cv7) keine Quinte enthalten. Enharmonisch verwechselte Töne (z. B. Fis=Ges) klingen grundsätzlich gleich. Oftmals werden verminderte Septakkorde enharmonisch verwechselt geschrieben (C5°7 = C – Es – A anstatt „Heses“). Übermäßige Akkorde wie C+ (C + E + Gis) sind nicht darstellbar, gegebenenfalls kann C7♯5 mit Gis + c7 (schwer zu greifen) verwendet werden, wenn die zusätzliche Septime und die übermäßige Quinte im Bass nicht stört.

### Auf Dur-Basis
| Akkordsymbol       | Töne                | Tastenkombination                                                                              |
| ------------------ | ------------------- | ---------------------------------------------------------------------------------------------- |
| C65 oder Am/C      | C – E – A           | C + am                                                                                         |
| C6                 | C – E – G – A       | (C +) c + am                                                                                   |
| C7 ohne Grundton   | E – G – B           | gv7                                                                                            |
| CΔ                 | C – E – G – H       | C + em oder c + em                                                                             |
| C9                 | C – E – G – B – D   | C + c + gm oder c + gm                                                                         |
| C7♭9 ohne Grundton | E – B – Des         | bv7                                                                                            |
| C7♭9               | C – E – G – B – Des | (C +) c + bv7                                                                                  |
| CΔ9                | C – E – G – H – D   | C + c + g oder c + g (letzterer klingt etwas problematisch, da der Grundton nicht unten liegt) |
| C7♭5               | Ges – C – E – B     | Fis - c7                                                                                       |
| C7♯5               | Gis – C – E – B     | As (oder Gis) + c7 (schwer zu greifen)                                                         |
| C7♭5               | C – E – Ges – B     | C + ges7 oder His + fis7                                                                       |
| C79♯5              | C – E – Gis – B – D | c7 + e7                                                                                        |
| C7♯9               | C – E – G – B – Dis | c + es                                                                                         |
| Csus               | C – F – G           | ist nicht korrekt darstellbar                                                                  |

### Auf Moll-Basis
| Akkordsymbol     | Töne                 | Tastenkombination                                                               |
| ---------------- | -------------------- | ------------------------------------------------------------------------------- |
| Cm65             | C – Es – A           | cv7                                                                             |
| Cm6              | C – Es – G – A       | cm + cv7                                                                        |
| Cm7♭5            | C – Es – Ges – B     | esm + esv7                                                                      |
| Cmj7♭5           | C – Es – Ges – H     | His + h oder disv7 + h (schwer zu greifen)                                      |
| C°7              | C – Es – Ges – Heses | cv7 + esv7 oder cv7 + av7 oder fisv7 + av7 (klanglich jeweils völlig identisch) |
| Cm7              | C – Es – G – B       | cm + es oder C + es                                                             |
| Cm79             | C – Es – G – B – D   | (C +) cm + gm                                                                   |
| Cm7♭9            | C – Es – G – B – Des | (C +) cm + bv7                                                                  |
| C (Neapolitaner) | C – Es – As          | C + as                                                                          |

## Notation
Der Basston wird meist in der großen Oktave (C bis c), der Akkord wird etwa zwischen es0 und f1 im Bassschlüssel notiert, wobei die geschriebene Lage des Akkordes bei einem Akkordeon mit Stradella-Bass-System nicht immer richtig gespielt werden kann. Der einfacheren Lesbarkeit wegen werden die Noten zusätzlich mit Akkordbezeichnungen versehen. Die Akkorde werden gemäß der Akkordsymbolik in kleinen Buchstaben notiert (über oder unter den Akkord im Notentext geschrieben; c = C-Dur; cm = c-Moll; c7 = C-Dur-Septakkord, cv bzw. cv7 = Verminderter C-Akkord). Der Grundbass wird in Großbuchstaben, der Terzbass in unterstrichenen Großbuchstaben angegeben.
Im russischsprachigen Raum werden die Akkorde ausnotiert (alle drei klingenden Akkordbestandteile als Noten), in Klammern steht jedoch der Grundton (als Note, ohne Notenhals) darunter, darüber als Buchstabe, ob es sich um einen Dur-, Moll-, Sept- oder verminderten Akkord handelt. Б steht für einen Dur-, М für einen Moll-, 7 für einen Septakkord und У für den verminderten Akkord. Bässe werden dort nicht angegeben. - Folgt auf einen Bass ein Akkord mit gleichem Grundton, wird der in Klammer geschriebene Grundton beim Akkord weggelassen.
Im englischsprachigen Raum werden die Akkorde nur mit dem Grundton notiert (z. B. als c1 im Bass-Schlüssel); darüber steht ein M, für - in diesem Fall C-Dur (major), m für c-Moll (minor), 7 für C-Septakkord oder d für den verminderten Septakkord (diminished). Bässe werden dort nicht angegeben. Daneben wurden vereinzelt in den USA Akkorde ausnotiert, der Grundton jedoch dick, die Terz, Quinte und gegebenenfalls die Septime dünn gedruckt. So konnte der Spieler sofort den Grundton des Akkordes erkennen. Darüber stand ein M, m, 7 oder ein d. Diese Notation hat sich jedoch nicht durchgesetzt, ist jedoch bei einigen alten Noten aus den USA noch zu finden.